# ワシントンハイツ (在日米軍施設)

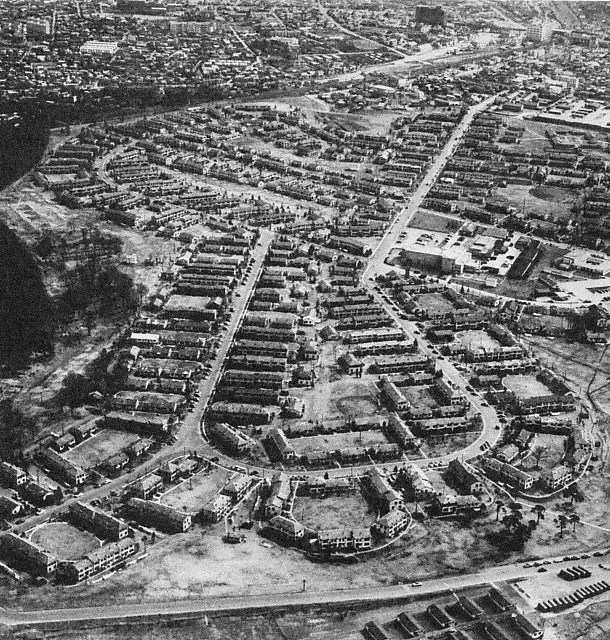
ワシントンハイツ全景

ワシントンハイツ（アメリカ英語: Washington Heights; U.S. Air Force Washington Heights housing complex、合衆国空軍ワシントンハイツ団地）は、第二次世界大戦敗戦後の日本において、日本を占領していた連合国軍の一部であるアメリカ軍が東京・代々木に有していた、兵舎・家族用居住宿舎などからなる軍用地の名称である。
1946年（昭和21年）に建設され、1964年（昭和39年）に日本国に返還されて取り壊されるまで存在した。同地は現在、代々木公園、国立代々木競技場、国立オリンピック記念青少年総合センター、NHK放送センターなどとなっている。

## 概要

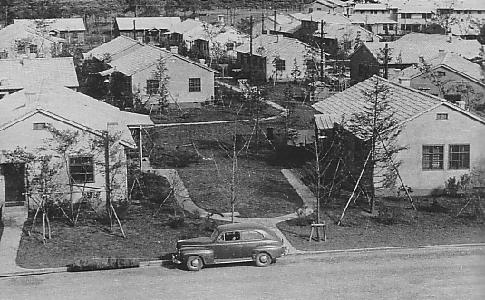
ワシントンハイツの住宅地
1947年（昭和22年）

連合国軍占領下の日本において作られた、アメリカ空軍およびその家族のための団地である。東京・代々木の92.4万平米に及ぶ敷地には、兵舎のほか、駐留軍人とその家族が暮らすための827戸の住宅、さらに学校、教会、劇場、商店、将校クラブなどが設けられていた。アメリカ軍による東京大空襲などによって廃墟と化していた東京都心にあって近代的なアメリカの町を実現したワシントンハイツであったが、周囲は塀で囲われ、日本人の立ち入りは禁じられていたという。ここに居住していたのは、駐留アメリカ軍のうち、主に中位の軍人とその家族であった。
この地は敗戦前まで大日本帝国陸軍の練兵場であり、「代々木の原」と呼ばれていた。これが敗戦後の1945年（昭和20年）12月に日本占領軍である連合国軍に接収され、米軍住宅とされたものである。ワシントンハイツの建設は、占領アメリカ軍の要求によって、日本政府の責任と負担に基づいて行われた。
ワシントンハイツが建設されて約6年が経った1952年（昭和27年）4月28日にはサンフランシスコ講和条約が発効し、日本国は主権と独立を回復。連合国軍最高司令官総司令部（GHQ）による日本占領は終了し、進駐していた連合国軍は日本から撤退することとなった。しかしながら日米の二国間においては、講和条約第6条の但し書きを根拠とした日本国とアメリカ合衆国との間の安全保障条約（旧安保条約）が同時に発効したため、アメリカ軍は“在日米軍”と変わって引き続き駐留出来ることとなった。
これに対して、直後の5月1日には大学生らを中心とする日本人による反米デモが起こり、「Yankee, go home!」の掛け声のもと、東京都心ではアメリカ車が焼き討ちにあうなどした。デモ隊の最終目的はワシントンハイツの襲撃と見込まれたため、ワシントンハイツ内ではマシンガンで武装するなどの対応がとられたが、警視庁による周辺警備もあり、デモ隊の侵入は起こらなかった。
1952年（昭和27年）7月26日に、日米安保条約に基づく無期限使用施設「ワシントンハイツ住宅地区」（施設番号3009、旧JPNR4036、旧代々木練兵場）の指定を受ける。
さらに1960年（昭和35年）6月には日本国とアメリカ合衆国との間の相互協力及び安全保障条約（現行日米安保）が発効。在日米軍の駐留は恒常化され、この間を通してワシントンハイツは日米地位協定により治外法権的存在、アメリカ軍用地・住宅地として東京都心に存在し続けた。
翌1961年（昭和36年）11月、その3年後に開催される東京オリンピックのための選手村・競技場用地としてワシントンハイツを利用することが決定し、同地は日本国に全面返還されることとなった。これには条件として、移転費用の全額を日本側が負担することなどが課せられていたという。日本は移転費用の全額を負担し、また代替施設として調布飛行場に「関東村住宅地区」を提供。ワシントンハイツの返還・移転は東京オリンピックが開催された年の1964年（昭和39年）8月12日に完了した。

## 代々木練兵場

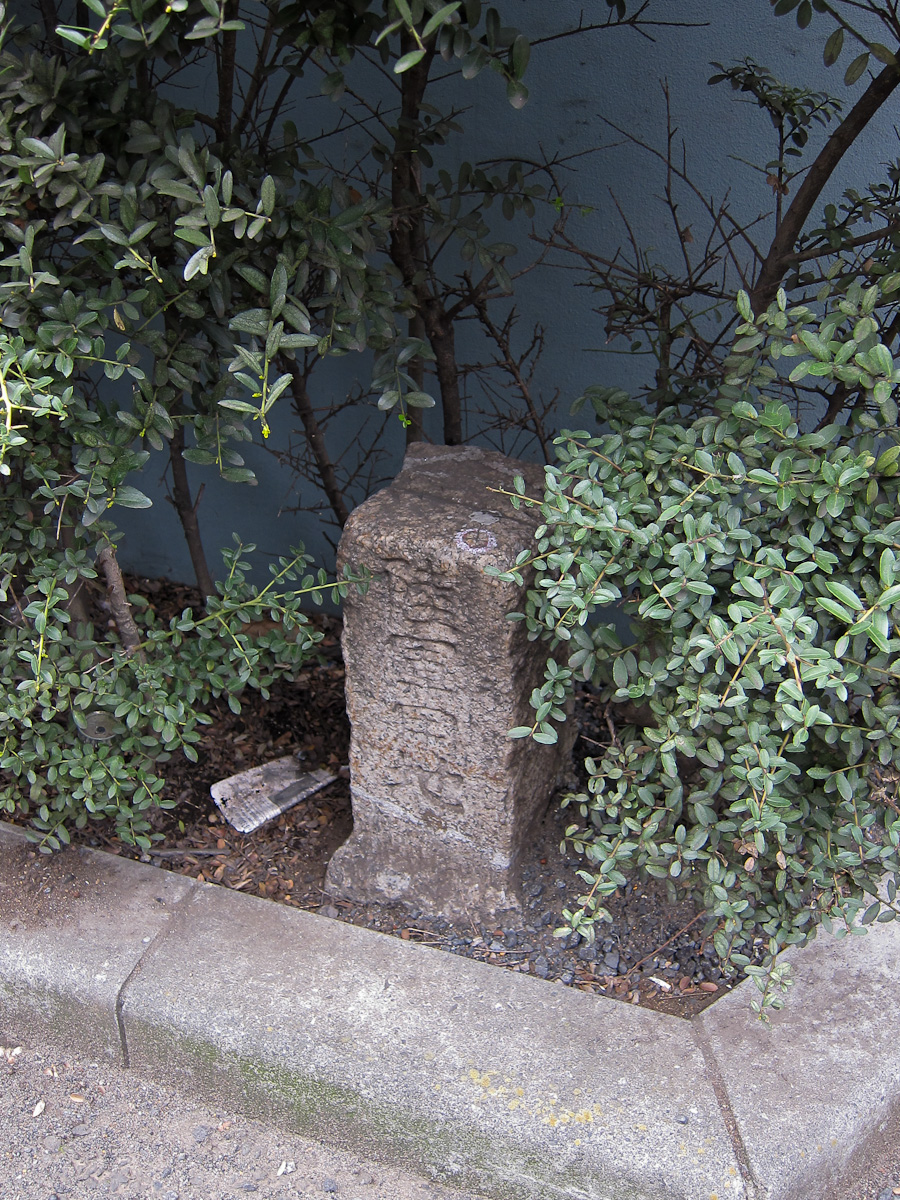
宇田川町に残る「陸軍用地」境界標

現在の代々木公園一帯には江戸時代、大名や旗本らの下屋敷などが点在していた。明治維新後、これらは民有地となり、一面の茶畑・桑畑となっていた。
陸軍省はこの地の買収を進め、1909年（明治42年）7月、陸軍練兵場と衛戍監獄（陸軍刑務所）が設置された。この陸軍省用地の範囲は現在の代々木公園よりも広く、南側は現在の渋谷区神南にあるNHK放送センターから、同・宇田川町の渋谷区役所・渋谷公会堂周辺一帯までに及んでいた。代々木練兵場は博覧会開催のために閉鎖された青山練兵場（現在の明治神宮外苑、55,000坪）の代替地でもあり、麻布、赤坂の歩兵連隊の演習場として使われた。
この地では1910年（明治43年）12月19日、陸軍大尉・徳川好敏が日本で初めての飛行機飛行に成功している。また、陸軍刑務所は練兵場の南端である現在の渋谷区役所付近に置かれていたが、1936年（昭和11年）11月には、同年2月に起こった二・二六事件の主謀者15名の死刑（銃殺）がここで執行された。
一方、それまでの畑地が練兵場となったことから、渋谷・幡ヶ谷地区などでは舞い上がる赤土による風塵被害が甚大であり、1927年（昭和2年）10月には練兵場の移転を求める住民大会が開催されている。
演習のない日は一般に開放され、草野球や凧揚げなども行われていたという。
昭和10年代に一般開放が中止され、練兵場は太平洋戦争（大東亜戦争）末期、学徒の教練場としても使用された。また、近隣にある代々木八幡宮の境内には、練兵場の造成に伴って立ち退きを強いられた元居住者らが奉納した石碑、「訣別の碑」が設置されている。終戦直後の1945年（昭和20年）8月25日には、国家主義団体・大東塾の塾生14名が天皇に敗戦を詫びるため、この地で集団自決を遂げた。

## 日本への返還
ワシントンハイツは日本に返還されると、1964年（昭和39年）の東京オリンピック開催にあわせて、選手村と国立代々木競技場、さらに国際放送センターとして後のNHK放送センターが建設された。

### 代々木選手村
東京オリンピック選手村の候補地にはワシントンハイツのほか、同じくアメリカ軍の軍用地として使われていたキャンプ・ドレイク（埼玉県・朝霞）の南側地区があった。日本との返還交渉のなかでアメリカが提示してきた諸条件は、ワシントンハイツについては、「全面返還を認めるが、移転費用については日本が全面的に負担する」、キャンプドレイクについては、「全面返還には応じられないが、オリンピック開催期間中の一時使用は認める。しかし大会の終了後は即刻アメリカに引き渡す」というものであった。検討の結果、約2年間に及ぶアメリカ軍との交渉を経て、1961年（昭和36年）10月、ワシントンハイツへの選手村、さらに国立屋内総合競技場（国立代々木競技場）の設置が決定された。
旧ワシントンハイツの戸建住宅は選手村住宅として改修・活用され、東京オリンピック終了後に代々木公園として整備された後にも1戸だけが保存されている。この建物は同公園の原宿駅寄りにあり、旧ワシントンハイツにおける最も小型の住戸で、住居番号257号または258号であるという。この建物は東京オリンピックの開催期間中、オランダ選手の宿舎として使用されていた。

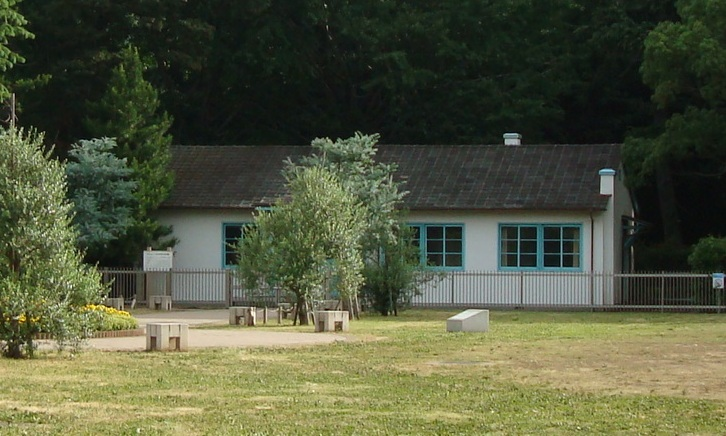
代々木公園に残る米軍住宅 （2011年）
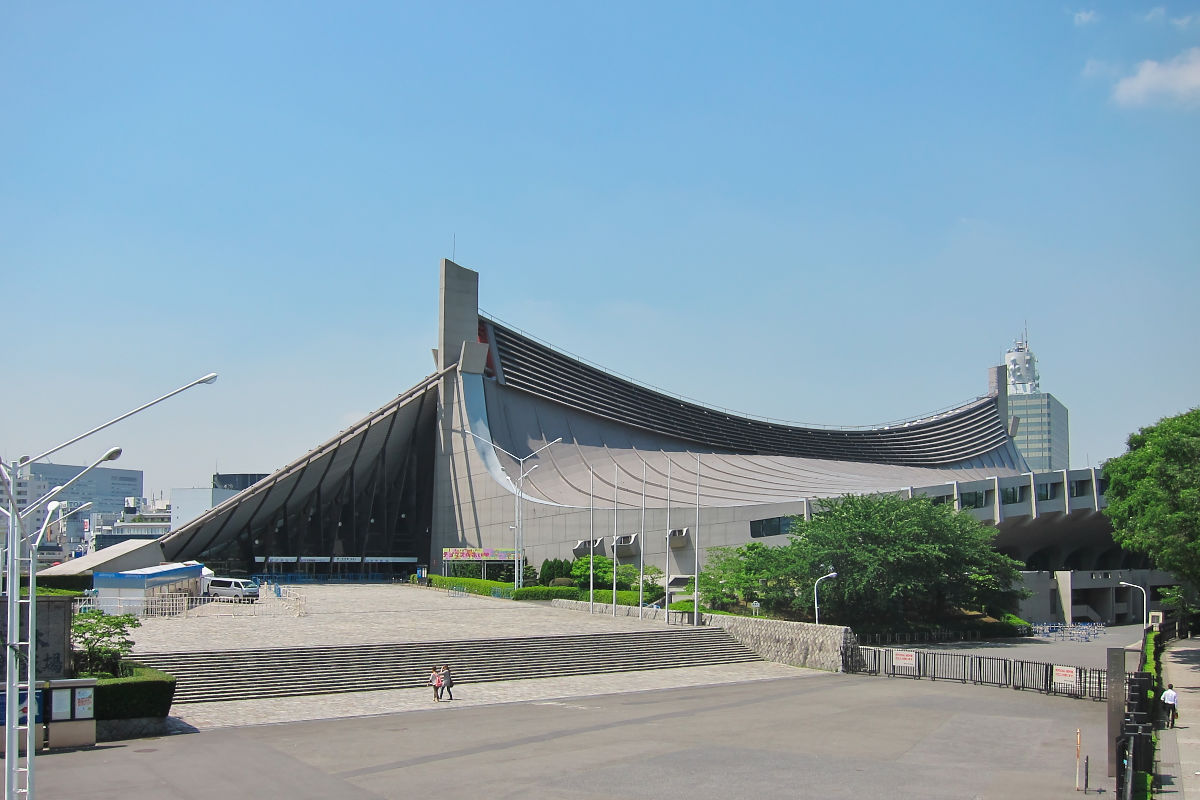
ワシントンハイツ跡地に建つ国立代々木競技場（2010年）
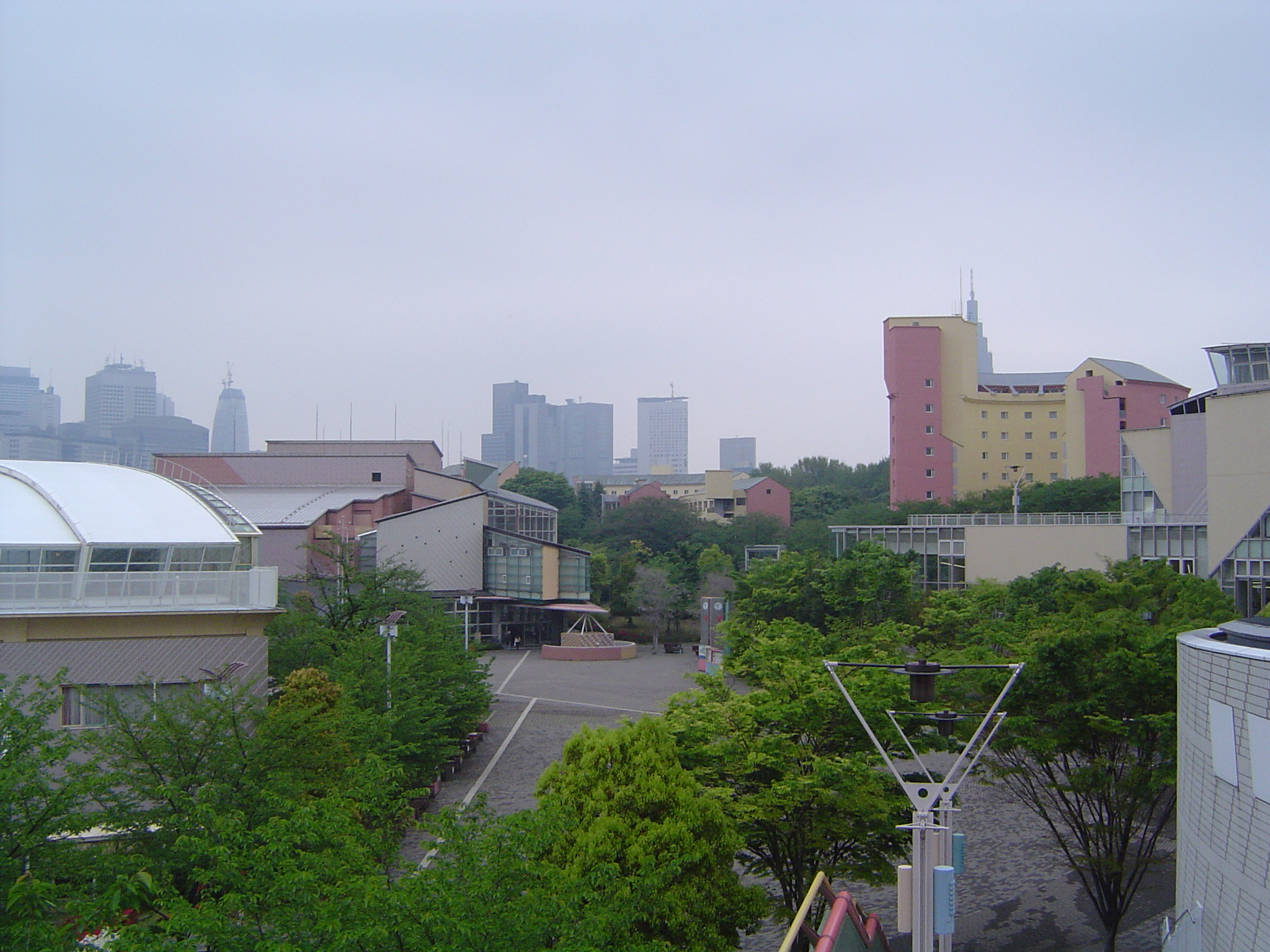
国立オリンピック記念青少年総合センター（2008年）

## その他
ワシントンハイツは、基本的には日本人の立ち入りが禁じられていたが、比較的出入りが自由で、米兵も子供には優しく、中に入れて遊んだりすることもあったほか、近所に住む日本人の少年たちが草野球を楽しむ場所としても利用された。その中から生まれた少年野球チームのひとつに「ジャニーズ」があった。監督として指導していたのは、近所に住むジョン・ヒロム・キタガワという米国帰りの日本人で、後に彼はジャニー喜多川を名乗り、少年野球チームから始まった「ジャニーズ」を日本有数の芸能事務所「ジャニーズ事務所」に育て上げた。